# Telescopio espacial Ariel
El Estudio de Exoplanetas Infrarrojos de Detección Remota Atmosférica (ARIEL, por sus siglas en inglés) es un telescopio espacial de la Agencia Espacial Europea (ESA), siendo la cuarta misión de clase media del programa Cosmic Vision de la agencia.
Su objetivo es observar al menos 1.000 exoplanetas conocidos utilizando el método de tránsito, estudiando y caracterizando la composición química y estructuras térmicas de los mundos.
Comparado con el Telescopio Espacial James Webb, ARIEL tendrá períodos más extensos de observación para la caracterización de exoplanetas, pero será más pequeño y tiene una fecha tentativa de lanzamiento a finales de la década de 2020.
Se tiene previsto que ARIEL sea lanzado junto con el Comet Interceptor, en un cohete Ariane 6 por Arianespace.

## Misión
ARIEL observará mil exoplanetas y realizará el primer estudio a gran escala de la química en las atmósferas de mundos fuera de nuestro Sistema Solar, con el objetivo de comprender la formación y evolución de los sistemas planetarios.
Uno de los instrumentos de ARIEL, un espectrómetro permitirá obtener el espectro y determinará la huella química de los gases en las atmósferas de planetas extrasolares. Esto permitirá a los científicos una mejor comprensión de cómo la química de un planeta se relaciona con el entorno en que se forma, y cómo su formación y evolución se ven afectadas por su estrella.
ARIEL estudiará una población diversa de exoplanetas en una amplia variedad de entornos, pero se concentrará en mundos calientes con órbitas cercanas a su estrella.
La misión está siendo desarrollada por un consorcio de varias instituciones de once Estados miembros de la Agencia Espacial Europea (ESA), y colaboradores internacionales de cuatro países. El proyecto es liderado por la investigadora principal Giovanna Tinetti del University College London, quién dirigió previamente la fallida propuesta del Observatorio de Caracterización de Exoplanetas (EChO) dentro del mismo programa de la agencia.
Las operaciones de la misión y el telescopio serán dirigidas conjuntamente por la ESA y el consorcio detrás del desarrollo del proyecto, a través de un Centro de Datos Científicos y de Operaciones de Instrumentos Coordinados (IOSDC). Se instalará un Centro de Operaciones de Misión (MOC) en el Centro Europeo de Operaciones Espaciales (ESOC), mientras que un Centro de Operaciones Espaciales (SOC) para el telescopio se instalará simultáneamente en el Centro Europeo de Astronomía Espacial (ESAC).
| Centro                                                                           | Dependencia                                     | Acciones |
| -------------------------------------------------------------------------------- | ----------------------------------------------- | --- |
| Centro de Operaciones de Misión (MOC)                                            | Centro Europeo de Operaciones Espaciales (ESOC) | Será responsable del telescopio espacial.                                                                                           |
| Centro de Operaciones Científicas (SOC)                                          | Centro Europeo de Astronomía Espacial (ESAC)    | Será responsable de archivar los datos de la misión y los datos científicos enviados desde el telescopio.                           |
| Centro de Datos Científicos y de Operaciones de Instrumentos Coordinados (IOSDC) | -                                               | Ayudará a desarrollar los resultados de la misión en función de los datos recibidos por el Centro de Operaciones Científicas (SOC). |

En agosto de 2017, NASA seleccionó a ARIEL como una misión de oportunidad asociada y proporcionó dos sensores de guía fina para el telescopio a cambio de la participación de científicos estadounidenses en el proyecto. La Contribución a ARIEL Espectroscopía de Exoplanetas (CASE) fue seleccionada oficialmente en noviembre de 2019 y quedó a cargo del astrofísico del JPL, Mark Swain como investigador principal.
El 7 de diciembre de 2021, la ESA anunció que Airbus Defence and Space se había adjudicado el contrato de 200 millones de euros para la construcción de ARIEL.

## Nave espacial
El diseño de ARIEL se basa en el previsto para el Observatorio de Caracterización de Exoplanetas (EChO) y cuenta con un diseño térmico similar al del observatorio espacial Planck. El cuerpo de la nave espacial se divide en dos módulos distintos conocidos como Módulo de Servicio (SVM) y Módulo de carga útil (PLM). 
El SVM tiene forma de una estructura de "sándwich", que consta de tres ranuras en V de aluminio y tres pares de puntales de bípode de fibra de vidrio de baja conductividad que soportan el PLM. Se utiliza una configuración básica de telescopio horizontal para el propio PLM, que alberga todos los instrumentos científicos y su espejo primario ovalado de 1,1 m x 0,7 m.
Para el lanzamiento, ARIEL tendrá una masa alimentada de 1.300 kg y una masa seca de 1.000 kg. El PLM representará alrededor de 300 kg de esa masa.

### Telescopio
El conjunto del telescopio es del tipo Cassegrain fuera de eje seguido de un tercer espejo parabólico para recolimar el haz. El telescopio cuenta con un espejo primario de 1,1 m x 0,7 m. La calidad de imagen del sistema está limitada por la difracción en longitudes de onda superiores a unos 3 μm, y su relación focal (f) es de 13,4. El sistema adquirirá imágenes en luz visible e infrarrojo cercano.
Para operar su espectroscopio infrarrojo entre 1,95 μm y 7,8 μm, el telescopio se enfriará pasivamente a una temperatura de -218,2 °C.

## Lanzamiento
El telescopio espacial ARIEL tiene previsto su lanzamiento para 2029, en un cohete Ariane 6 de Arianespace junto con el Comet Interceptor desde el Puerto Espacial Kourou en Guayana Francesa. 

### Destino
ARIEL compartirá su zona de trabajo con numerosas misiones espaciales como el telescopio espacial Gaia, Euclid y el James Webb, entre otros, en el punto de Lagrange 2 (L2) donde encontrará un entorno térmico muy estable requerido para detectar exoplanetas.